# Школан Форд
Школан Форд је српски стрип, који су створили сценариста Ненад Сузић и цртач Милорад Вицановић. Стрип је по формату и обиму био сличан Алану Форду. У почетку је било планирано да стрип излази двомјесечно. Тираж стрипа је био 3000 примјерака и дистрибуирао се по школама У Републици Српској. Овај стрип серијал је након четири објављене епизоде угашен. Први број овог стрипа изашао је у Бањој Луци 2006 године
Ненад Сузић, велики љубитељ "Алана Форда", а у духу свог омиљеног стрипа је осмислио стрип о ђацима бањолучких школа који доживљавају најразличитије авантуре. Сценарио је понудио једном од најбољих стрип цртача из Републике Српске Милораду Вицановићу Мази. Вицановић свој цртачки стил није засновао на имитирању Магнуса, иако је одређена блискост са овим стрипом примјетна, али је зато форма издања, због препознатљивости, успешно парафразирана: од формата свесака, преко два призора на свакој страници, до осталих штампарских карактеристика које су типичне за Алан Форд издања.
Стрип прати дешавања двојице пријатеља основаца Луке и Форда који на врло занимљив начин савлађују школске, а и животне проблеме. Редовни пратиоци у њиховим авантурама су директор Диоген, наставница Мила Брусић и мафијаши свих профила. Радња стрипа одвија се у Бањој Луци.

## Списак епизода
- Отмица #1, 2006.  99938-839-3-X. стр. 106.
- Игра жмурке #2, 2007.  978-99938-839-4-4. стр. 106.
- Повратак у будућност #3, 2007.  978-99938-839-6-8. стр. 106.
- Зборница #4, 2007. стр. 105.